# Lebanon (Virginia)
Lebanon è un comune degli Stati Uniti d'America, situato nello Stato della Virginia, nella contea di Russell, della quale è il capoluogo.